# Настрій
На́стрій — загальний емоційний стан, який своєрідно забарвлює на певний час діяльність людини, характеризує її життєвий тонус.
Розрізняють позитивні настрої, які виявляються у бадьорості, та негативні, які пригнічують, демобілізують, викликають пасивність. Настрій — загальний емоційний стан, який виразно не спрямований на щось конкретне.
Причини настроїв найрізноманітніші: непідготовленість до діяльності, страх перед очікуваною невдачею, хворобливі стани, і приємні звістки тощо.
Особливе місце серед причин, що викликають настрої, посідає марновірство. Віра в прикмети, особливо негативні, викликає пасивність, страх, розладнує психічну діяльність особистості.
Міра піддатливості настроям має індивідуальний характер. Особи, яким властиве самовладання, не піддаються настрою, не занепадають духом навіть у тих випадках, коли для цього є якісь підстави, а, навпаки, борються з труднощами. Легкодухі швидко піддаються настроям. Вони потребують підтримки колективу.